# عبد القاهر الجرجاني
أبو بكر عبد القاهر بن عبد الرحمن بن محمد الجُرْجَانِيّ (400 - 471هـ/1009- 1078م) من علماء العربية، نحوي ومتكلم، ومؤسس علم البلاغة.

## نبذة عنه
هو فارسي الأصل، جرجاني الدار، وُلِدَ في جرجان وعاش فيها دون أن ينتقل إلى غيرها حتى توفي سنة 471 هـ. لا نعرف تاريخ ولادته، لأنه نشأ فقيراً، في أسرة رقيقة الحال، ولهذا أيضاً، لم يجد فضلة من مال تمكنه من أخذ العلم خارج مدينته جرجان، على الرغم من ظهور ولعه المبكر بالعلم والنحو والأدب وكتبهما. وقد عوضه الله عن ذلك بعالمين كبيرين كانا يعيشان في جرجان هما: أبو الحسين محمد بن الحسين بن عبد الوارث الفارسي النحوي، نزيل جرجان، والقاضي أبو الحسن علي بن عبد العزيز الجرجاني، قاضي جرجان من قبل الصاحب بن عبّاد.

## أخذه للعلم
أخذ العلم عن أبي الحسين محمد الفارسي ابن أخت الشيخ أبي علي الفارسي كما أخذ الأدب على يد القاضي الجرجاني وقرأ كتابه الوساطة بين المتنبي وخصومه. وإلى ذلك يشير ياقوت فيقول: «وكان الشيخ عبد القاهر الجرجاني قد قرأ عليه واغترف من بحره، وكان إذا ذكره في كتبه تبخبخ به، وشمخ بأنفه بالانتماء إليه» (معجم الأدباء: 14/16).
تتلمذ عبد القاهر على آثار الشيوخ والعلماء الذين أنجبتهم العربية، فنحن نراه في كتبه ينقل عن سيبويه والجاحظ وأبي علي الفارسي وابن قتيبة وقدامة بن جعفر والآمدي والقاضي الجرجاني وأبي هلال العسكري وأبو أحمد العسكري وعبد الرحمن الهمذاني والمرزباني والزجاج.
ترك عبد القاهر الجرجاني آثاراً مهمة في الشعر والأدب والنحو وعلوم القرآن، من ذلك ديوان في الشعر وكتب عدة في النحو والصرف نذكر منها كتاب «الإيضاح في النحو» وكتاب «الجمل»، أما في الأدب وعلوم القرآن فكان له: «إعجاز القرآن» و«الرسالة الشافية في الإعجاز» و«دلائل الإعجاز» و«أسرار البلاغة» وقد أورد في كتابيه الأخيرين، معظم آرائه في علوم البلاغة العربية.

## إنجازاته
يُعَدُّ مؤسسَ علم البلاغة، أو أحد المؤسسين لهذا العلم، ويعد كتاباه: دلائل الإعجاز وأسرار البلاغة من أهم الكتب التي أُلفت في هذا المجال، وقد ألفهما الجرجاني لبيان إعجاز القرآن الكريم وفضله على النصوص الأخرى من شعر ونثر، وقد قيل عنه: كان ورعًا قانعًا، عالمًا، ذا نسك ودين، كما ألف العديد من الكتب، وله رسالة في إعجاز القرآن بعنوان «الرسالة الشافية في إعجاز القرآن» حققها مع رسالتين أخريين للخطابي والرماني في نفس الكتاب كل من محمد خلف الله أحمد ومحمد زغلول سلام، وهي من أفضل ماكُتِب في الإعجاز نفى فيها الجرجاني القول بالصرفة، مؤيداً كلامه بالأدلة القاطعة، والحجج الدامغة. توفي عبد القاهر الجرجاني سنة 471 هـ.

## كتبه
1. «أسرار البلاغة» تحقيق محمود محمد شاكر.
2. «دلائل الإعجاز»  تحقيق محمود محمد شاكر.
3. «العوامل المئة».
4. «الجمل في النحو».
5. «المفتاح في الصرف».[5]
6. «شرح ديوان المتنبي» دراسة وتحقيق عبد الرحمن بن دخيل ربه المطرفي، 2025.

## روابط خارجية
- تفتيش المطالعة بين التفتزاني والجرجاني كتاب عربي يعود إلى 1805م يقارن أعمال عبد القاهر الجرجاني وأعمال التفتازاني.